# Synegiodes obliquifascia
Synegiodes obliquifascia là một loài bướm đêm trong họ Geometridae.